# Marco Garcés
Marco Antonio Garcés Ramírez (ur. 7 listopada 1972 w mieście Meksyk) – meksykański piłkarz występujący na pozycji środkowego pomocnika.

## Kariera klubowa
Garcés pochodzi ze stołecznego miasta Meksyk i jest wychowankiem tamtejszego zespołu Cruz Azul. W meksykańskiej Primera División zadebiutował 4 września 1994 w wygranym 5:2 spotkaniu z Toros Neza i w tym samym sezonie – 1994/1995 – wywalczył ze swoją ekipą wicemistrzostwo Meksyku. Premierowego gola w najwyższej klasie rozgrywkowej strzelił 13 listopada 1996 w zremisowanej 3:3 konfrontacji z Necaxą. Do końca swojego pobytu w Cruz Azul pozostawał jednak rezerwowym drużyny. Dwa razy z rzędu – w sezonach 1996 i 1997 – triumfował z tym klubem w Pucharze Mistrzów CONCACAF, natomiast podczas rozgrywek Invierno 1997 osiągnął pierwsze w karierze mistrzostwo Meksyku. Wiosną 1998 przeszedł do drużyny Tecos UAG, której barwy reprezentował przez pół roku, po czym odszedł do Chivas de Guadalajara, gdzie pojawił się na ligowych boiskach jedynie dwukrotnie.
W lipcu 1999 Garcés został zawodnikiem ekipy CF Pachuca, prowadzonej przez trenera Javiera Aguirre. Już w pierwszym sezonie w nowym klubie – Invierno 1999 – zdobył drugie w karierze i premierowe w historii klubu mistrzostwo Meksyku, będąc jednak na ogół rezerwowym zawodnikiem zespołu i miejsce w wyjściowej jedenastce wywalczył sobie dopiero rok później. W wiosennych rozgrywkach Verano 2001 zanotował tytuł wicemistrzowski, za to już pół roku później, podczas fazy Invierno 2001, po raz drugi osiągnął z Pachucą mistrzostwo kraju. W 2002 roku triumfował w rozgrywkach Pucharu Mistrzów CONCACAF, za to w sezonie Apertura 2003 czwarty raz w karierze wywalczył tytuł mistrza Meksyku. Ogółem w barwach Pachuki rozegrał 133 ligowe konfrontacje, w których pięciokrotnie wpisywał się na listę strzelców. Karierę zakończył w wieku 33 lat jako zawodnik swojej macierzystej ekipy, Cruz Azul. W późniejszym czasie pracował jako nadzorca działu skautingu w Pachuce.

## Kariera reprezentacyjna
W 2002 roku Garcés został powołany przez selekcjonera Javiera Aguirre do seniorskiej reprezentacji Meksyku na Złoty Puchar CONCACAF, gdzie 19 stycznia w wygranym 1:0 meczu fazy grupowej z Salwadorem zadebiutował w kadrze narodowej. Premierowego i jedynego gola zdobył w niej już dwa dni później, w wygranej 3:1 konfrontacji z Gwatemalą, również w fazie grupowej. Ostatecznie Meksykanie odpadli z turnieju w ćwierćfinale, natomiast Garcés wystąpił we wszystkich trzech spotkaniach, a swój bilans reprezentacyjny zamknął ostatecznie na czterech konfrontacjach.